# Torbiel rzekoma
Torbiel rzekoma (łac. pseudocystis) - nienowotworowa przestrzeń jamista wypełniona płynem. Od torbieli odróżnia ją brak wyściółki nabłonkowej.